# Nogliki
Nogliki (ryska: Ноглики) är en stad i Sachalin oblast i Ryssland. Den ligger på östkusten av Sachalin 600 kilometer nordväst om Juzjno-Sachalinsk. Folkmängden uppgår till cirka 10 000 invånare.
Orten grundades i slutet av 1940-talet, när olja började utvinnas i området.